# Bologna FC 1909
A Bologna Football Club 1909 egy olasz labdarúgóklub Bologna városában. A csapatot 1909-ben alapították, becenevük Rossoblu, vagyis Piros-kékek, amit a piros és kék csíkos mezükről kaptak.
Története során hétszer (1925, 1929, 1936, 1937, 1939, 1941, 1964) hódították el az olasz bajnoki címet, így a Bologna a hatodik legsikeresebb klub a bajnokságban.

## Története
A csapatot az osztrák származású Emilio Arnstein alapította, aki a bécsi illetve a prágai egyetemen kezdett érdeklődni a labdarúgás iránt. Testvérével, már korábban megalapították a Black Star FC-t Ausztriában. A hivatalos alapítás 1903. október 3-án volt. Az első elnök a svájci Louis Rauch volt. Mezüket az angol Crystal Palace csapatától vették át.
1910. március 20-án játszották első mérkőzésüket, a szintén bolognai Virtus Bologna ellen. A meccs 9–1-es vereséget hozott. Az akkor játékosok: Koch, Chiara, Pessarelli, Bragaglia, Guido Della Valle, Nanni, Donati, Rauch, Bernabeu, Mezzano és Gradi.
Később többször is a továbbjutás közelébe került a csapat a bajnokságban, de kiugró eredményt nem tudtak elérni. Az első világháború miatti szünetet követően vált egyre sikeresebbé a Bologna.

### Az 1920-as évek
A háború után 1920-ban az elődöntőig jutottak. Egy évvel később már a bajnoki döntőig, ahol a Pro Vercelli ellen 2–1-es vereséget szenvedtek. 1922-ben a 3. helyet szerezték meg, így nem jutottak tovább. 1924-ben egészen az elődöntőig jutottak, ahol a Genoa ejtette ki őket. Ekkor került a csapathoz (az ifiből) Felice Gasperi aki 14 évig hűen szolgálta a csapatot. A védő 401 mérkőzést húzott le, mellyel a 7. legtöbbször pályára lépett labdarúgó a csapatban.
Egy évre rá megszerezték első bajnoki címüket. Az elődöntőben ismét a genovai csapattal találkoztak, ahol 2–1-es vereséget követően ugyanilyen arányú győzelmet arattak, majd további két mérkőzésen sem sikerült eldönteni a továbbjutást (előbb 2–2-t, majd 1–1-et játszottak) így az 5. összecsapásra maradt a döntés ahol már 2–0-ra nyertek. A döntőben magabiztos 6–0-s fölénnyel a Alba Roma fölött hódították el a címet. A csapat házi gólkirálya Angelo Schiavio volt aki pályafutása során a 10. legtöbb mérkőzést játszotta a Bolognában (358-at) és a legtöbb gólt lőtte (252-t).
Később többször is a győzelem közelébe került a csapat ám legközelebb nyerni az 1929-es idényben tudott. Akkor a Torinot legyőzvén érték el második bajnoki címüket.

### Az 1930-as évek
A bajnoki rendszer megváltozott, mivel már csak egy csoportot indítottak és nem volt bajnoki döntő, mint korábban. 1932-ben az ezüstérem megszerzésével a csapat kvalifikálta magát a Mitropa-kupába, amit végül meg is nyertek. Az elődöntőben az osztrák First Viennát verték meg, a másik ágon viszont mind a cseh Slavia Prahát mind az olasz Juventust diszkvalifikálták, így automatikusan a Bolognáé lett a trófea. Két évvel később ismét megnyerték a kupát.1935-ben a 6. helyen végeztek, így lemaradtak a kupaindulásról (az első 4 helyezett jutott ki).
1936-ban egy ponttal megelőzvén az Romát ismét bajnokok lettek. Egy évvel később egy másik római csapat, nevezetesen a Lazio előtt sikerült megvédeni címüket. Két évvel később az utolsó fordulóban 2–0-ra kikaptak a bronzérmes Ambrosianától (későbbi Inter), ám ígyis 4 ponttal a Torino előtt végeztek. Ettore Puricelli 19 góljával társgólkirály lett.
1940-ben az utolsó fordulóra maradt a döntés, mivel a Bologna 41 ponttal fogadta a 42 pontos Ambrosianát. A meccset a milánóiak nyerték 1–0-ra.

### Ingadozás az első osztályban, majd fellendülés
1941-ben a klub ismét a csúcsra ért, történetük során hatodszor. A gólkirály is a csapatból került ki, Ettore Puricelli 22 gólt vállalt a 60-ból.
Ezt követően a második világháborúig majd az azt követő kihagyás után is elkezdtek visszacsúszni a tabellán. Az 50-es években kétszer is a kiesés szélére került a csapat ám mindkét alkalommal megúszták a másodosztályt.
1961-ben ismét Mitropa-kupát nyert a csapat. A döntőben a Slovan Nitra ellen 5–3-as összesítéssel nyertek. 1962-ben és 1963-ban mindkétszer a 4. helyen végeztek. Egy évvel később a két milánói csapattal vívtak nagy csatát a bajnoki címért. Az utolsó forduló után 54 ponttal álltak az élen, akárcsak az Inter (a Milan 51 pontot szerzett), így rájátszás következett, amit 2–0-ra megnyertek így a 7. bajnoki címüket is megszerezték. Két évvel később ezüstérmesek lettek, ezt követően nem sikerült a bajnoki cím közelébe kerülniük mindmáig.
1970-ben majd 1974-ben megnyerték az olasz kupát (előbbit csoportmérkőzésben nyerték meg, utóbbit a Palermo ellen tizenegyesekkel) .

### Kiesés majd feljutás
Az 1980-as évek elején a csapat nagy mélyrepülésbe kezdett. 1982-ben az első-, 1983-ban a másodosztályból estek ki. 1997-ig az első három osztály között ingáztak majd közel 10 évig ismét a Serie A tagja voltak. 1998-ban az Intertotó-kupát is megnyerték így indulhattak az UEFA-kupában, ahol egészen az elődöntőig jutottak.
2005-ben kiestek majd 2008-ban ismét feljutottak. Tavaly az utolsó fordulóban előzték meg a 17. Torinot így bennmaradtak. A csapat gólkirálya a 24 gólos Marco di Vaio lett.

### Saputo-éra
2025. május 14-én a klub megnyerte harmadik olasz kupáját, miután a döntőben 1–0-ra legyőzte az  AC Milant.

## Eredmények

### Hazai
- Olasz bajnokság – Serie A

Bajnok (7): 1924–25, 1928–29, 1935–36, 1936–37, 1938–39, 1940–41, 1963–64
- Olasz bajnokság – Serie B

Bajnok (2): 1987–88, 1995–96
- Olasz kupa – Coppa Italia

Győztes (3): 1969–70, 1973–74, 2024-25

### Nemzetközi
- Intertotó-kupa

Győztes (1): 1998
- Közép-európai kupa

Győztes (3): 1932, 1934, 1961

Vásárvárosok kupája
Elődöntős (1): 1968

UEFA-kupa
Elődöntős (1): 1999

## Stadion
A Bologna stadionja a Stadio Renato Dall'ara 39 387 fő befogadására képes. Pályaméret: 105x68m
Körülbelül 20 éve hívják így a stadiont, az 1964-es scudettot nyert csapat elnökéről kapta a nevét. Előtte a háború előtt Stadio Littoriale volt a neve, még a háború után a Comunale nevet viselte.

## Jelenlegi keret
2025. január 4. szerint.
| #  |     | Poszt | Név                                                |
| -- | --- | ----- | -------------------------------------------------- |
| 1  | POL | K     | Lukasz Skorupski                                   |
| 2  | SWE | V     | Emil Holm                                          |
| 3  | AUT | V     | Stefan Posch                                       |
| 5  | CRO | V     | Martin Erlić                                       |
| 6  | CRO | KP    | Nikola Moro                                        |
| 7  | ITA | CS    | Riccardo Orsolini (csapatkapitány-helyettes)       |
| 8  | SUI | KP    | Remo Freuler                                       |
| 9  | ARG | CS    | Santiago Casteo                                    |
| 11 | SUI | CS    | Dan Ndoye                                          |
| 14 | ENG | CS    | Samuel Iling-Junior (kölcsönben az Aston Villatól) |
| 15 | ITA | V     | Nicolò Casale (kölcsönben a Laziotól)              |
| 16 | ITA | V     | Tommaso Corazza                                    |
| 17 | MAR | KP    | Uszama el-Azuzi                                    |
| 18 | ITA | V     | Tommaso Pobega (kölcsönben az AC Milan-tól)        |
| 19 | SCO | V     | Lewis Ferguson (Csapatkapitány)                    |

| #  |     | Poszt | Név                      |
| -- | --- | ----- | ------------------------ |
| 20 | SUI | KP    | Michel Aebischer         |
| 21 | DEN | CS    | Jens Odgaard             |
| 22 | GRE | V     | Harálambosz Likogjánnisz |
| 23 | ITA | K     | Nicola Bagnolini         |
| 24 | NED | CS    | Thijs Dallinga           |
| 26 | COL | V     | Jhon Lucumí              |
| 28 | ITA | CS    | Nicolò Cambiaghi         |
| 29 | ITA | V     | Lorenzo De Silvestri     |
| 31 | NED | V     | Sam Beukema              |
| 33 | ESP | V     | Juan Miranda             |
| 34 | ITA | K     | Federico Ravaglia        |
| 80 | ITA | KP    | Giovanni Fabbian         |
| 82 | POL | KP    | Kacper Urbański          |
|    | ISL | KP    | Andri Fannar Baldursson  |
|    | ALB | KP    | Jordi Jaku               |
|    | FIN | KP    | Niklas Pyyhtiä           |
|    | URU | V     | Joaquín Sosa             |

## Ismertebb játékosok
| - Francesco Antonioli - Pietro Arcari - Angelo Badini - Emilio Badini - Roberto Baggio - Mauro Bellugi - Stefano Bettarini - Amedeo Biavati - Jonathan Binotto - Giacomo Bulgarelli - Antonio Cabrini - Vittorio Caporale - Gino Cappello - Carlo Ceresoli - Cesarino Cervellati - Giuseppe Della Valle - Romano Fogli - Davide Fontolan - Carlo Furlanis - Felice Gasperi - Mario Gianni - Franco Janich - Federico Giunti - Tomas Locatelli - Roberto Mancini - Enzo Maresca - Giancarlo Marocchi - Danilo Martelli |  | - Mario Montesanto - William Negri - Paolo Negro - Michele Paramatti - Ezio Pascutti - Mirko Pavinato - Eraldo Pecci - Marino Perani - Bernardo Perin - Alberto Pozzi - Gino Pivatelli - Carlo Reguzzoni - Tazio Roversi - Raffaele Sansone - Giuseppe Savoldi - Angelo Schiavio - Giuseppe Signori - Stefano Torrisi - Paride Tumburus - Nicola Ventola - Cristian Zaccardo - Emiliano Moretti - Vittorio Nicoletti - Gerardo Ottani - Massimo Paganin - Gianluca Pagliuca - Carlo Nervo - Détári Lajos |  | - Julio Ricardo Cruz - Humberto Maschio - Luciano Siqueira de Oliveira (Eriberto) - Geovani Silva - Lima - Luis Vinicio - Ze Elias - Francisco Fedullo - Eraldo Monzeglio - Hector Puricelli - Michele Andreolo - Helmut Haller - Herbert Waas - Nikolay Iliev - Klas Ingesson - Mohammed Kallon - Igor Kolyvanov - Igor Shalimov - Igor Simutenkov - Frane Matošić - Hidetoshi Nakata - Harald Nielsen - Luis Oliveira - Stéphane Demol - Kubilay Türkyilmaz - Theodoros Zagorakis - Kennet Andersson - Massimo Bonini |

### Elnökök, edzők
| Jelenlegi elnök:       |
| ---------------------- |
| Joey Saputo (2015 óta) |

| A Bologna elnökeinek listája \| Louis Rauch \| 1909–1910 \| \| Pio Borghesani \| 1910 \| \| Emilio Arnstein \| 1910 \| \| Igino Bettini \| 1936–1941 \| \| Domenico Gori \| 1910–1912 \| \| Rodolfo Minelli \| 1912–1919 \| \| Cesare Medica \| 1919–1921 \| \| Angelo Sbarberi \| 1921–1922 \| \| Antonio Turri \| 1922 \| \| Ruggero Murè TE \| 1923 \| \| Enrico Masetti \| 1923–1925 \| \| Paolo Graziani \| 1925–1928 \| \| Gianni Bonaveri \| 1928–1935 \| \| Renato Dall'Ara \| 1935–1964 \| \| Luigi Goldoni \| 1964–1968 \| \| Raimondo Venturi \| 1968–1970 \| \| Filippo Montanari \| 1970–1972 \| \| Luciano Conti \| 1972–1979 \| \| Tommaso Fabbretti \| 1979–1983 \| \| Giuseppe Brizzi \| 1983–1985 \| \| Luigi Corioni \| 1985–1991 \| \| Piero Gnudi \| 1991–1993 \| \| Giuseppe Gazzoni Frascara \| 1993–2002 \| \| Renato Cipollini \| 2002–2005 \| \| Alfredo Cazzola \| 2005–2008 \| \| Francesca Menarini \| 2008–2010 \| \| Sergio Porcedda \| 2010 \| \| Massimo Zanetti \| 2010–2011 \| \| Marco Pavignani \| 2011 \| \| Albano Guaraldi \| 2011–2014 \| \| Joe Tacopina \| 2014–2015 \| \| Joey Saputo \| 2015– \| \| TE - Tiszteletbeli elnök \| \| |           |
| --- | --------- |
| Louis Rauch | 1909–1910 |
| Pio Borghesani | 1910      |
| Emilio Arnstein | 1910      |
| Igino Bettini | 1936–1941 |
| Domenico Gori | 1910–1912 |
| Rodolfo Minelli | 1912–1919 |
| Cesare Medica | 1919–1921 |
| Angelo Sbarberi | 1921–1922 |
| Antonio Turri | 1922      |
| Ruggero Murè TE | 1923      |
| Enrico Masetti | 1923–1925 |
| Paolo Graziani | 1925–1928 |
| Gianni Bonaveri | 1928–1935 |
| Renato Dall'Ara | 1935–1964 |
| Luigi Goldoni | 1964–1968 |
| Raimondo Venturi | 1968–1970 |
| Filippo Montanari | 1970–1972 |
| Luciano Conti | 1972–1979 |
| Tommaso Fabbretti | 1979–1983 |
| Giuseppe Brizzi | 1983–1985 |
| Luigi Corioni | 1985–1991 |
| Piero Gnudi | 1991–1993 |
| Giuseppe Gazzoni Frascara | 1993–2002 |
| Renato Cipollini | 2002–2005 |
| Alfredo Cazzola | 2005–2008 |
| Francesca Menarini | 2008–2010 |
| Sergio Porcedda | 2010      |
| Massimo Zanetti | 2010–2011 |
| Marco Pavignani | 2011      |
| Albano Guaraldi | 2011–2014 |
| Joe Tacopina | 2014–2015 |
| Joey Saputo | 2015–     |
| TE - Tiszteletbeli elnök |           |

| Louis Rauch               | 1909–1910 |
| Pio Borghesani            | 1910      |
| Emilio Arnstein           | 1910      |
| Igino Bettini             | 1936–1941 |
| Domenico Gori             | 1910–1912 |
| Rodolfo Minelli           | 1912–1919 |
| Cesare Medica             | 1919–1921 |
| Angelo Sbarberi           | 1921–1922 |
| Antonio Turri             | 1922      |
| Ruggero Murè TE           | 1923      |
| Enrico Masetti            | 1923–1925 |
| Paolo Graziani            | 1925–1928 |
| Gianni Bonaveri           | 1928–1935 |
| Renato Dall'Ara           | 1935–1964 |
| Luigi Goldoni             | 1964–1968 |
| Raimondo Venturi          | 1968–1970 |
| Filippo Montanari         | 1970–1972 |
| Luciano Conti             | 1972–1979 |
| Tommaso Fabbretti         | 1979–1983 |
| Giuseppe Brizzi           | 1983–1985 |
| Luigi Corioni             | 1985–1991 |
| Piero Gnudi               | 1991–1993 |
| Giuseppe Gazzoni Frascara | 1993–2002 |
| Renato Cipollini          | 2002–2005 |
| Alfredo Cazzola           | 2005–2008 |
| Francesca Menarini        | 2008–2010 |
| Sergio Porcedda           | 2010      |
| Massimo Zanetti           | 2010–2011 |
| Marco Pavignani           | 2011      |
| Albano Guaraldi           | 2011–2014 |
| Joe Tacopina              | 2014–2015 |
| Joey Saputo               | 2015–     |
| TE - Tiszteletbeli elnök  |           |

| Jelenlegi edző: |
| --------------- |
|                 |

| A Bologna edzőinek listája \| Hermann Felsner \| 1920–1931 \| \| Lelovich Gyula \| 1931–1932 \| \| Nagy József \| 1932 \| \| Achille Gama \| 1932–1933 \| \| Technikai bizottság \| 1933–1934 \| \| Kovács Lajos \| 1934 \| \| Weisz Árpád \| 1934–1938 \| \| Hermann Felsner \| 1938–1942 \| \| Mario Montesanto \| 1942–1943 \| \| Alexander Popovic \| 1945–1946 \| \| Technikai bizottság \| 1946 \| \| Viola József \| 1946–1947 \| \| Lelovich Gyula \| 1947–1948 \| \| Tony Cargnelli \| 1948–1949 \| \| Edmund Crawford \| 1950–1951 \| \| / Raffaele Sansone \| 1951 \| \| Giuseppe Galluzzi \| 1951–1952 \| \| Lelovich Gyula \| 1952 \| \| Giuseppe Viani \| 1952–1956 \| \| Aldo Campatelli \| 1956–1957 \| \| Ljubo Benčić \| 1957 \| \| Sárosi György \| 1957–1958 \| \| Alfredo Foni \| 1958–1959 \| \| Federico Allasio \| 1959–1961 \| \| Fulvio Bernardini \| 1961–1965 \| \| Manlio Scopigno \| 1965 \| \| Luis Carniglia \| 1965–1968 \| \| Giuseppe Viani \| 1968 \| \| Cesarino Cervellati \| 1968–1969 \| \| Oronzo Pugliese \| 1969 \| \| Edmondo Fabbri \| 1969–1972 \| \| Oronzo Pugliese Cesarino Cervellati \| 1972 \| \| Bruno Pesaola \| 1972–1976 \| \| Gustavo Giagnoni \| 1976–1977 \| \| Cesarino Cervellati \| 1977 \| \| Bruno Pesaola \| 1977–1979 \| \| Marino Perani \| 1979 \| \| Cesarino Cervellati \| 1979 \| \| Marino Perani \| 1979–1980 \| \| Luigi Radice \| 1980–1981 \| \| Tarcisio Burgnich \| 1981–1982 \| \| Franco Liguori \| 1982 \| \| Alfredo Magni \| 1982 \| \| Paolo Carosi \| 1982–1983 \| \| Cesarino Cervellati \| 1983 \| \| Giancarlo Cadè \| 1983–1984 \| \| Pietro Santin \| 1984 \| \| Bruno Pace \| 1984–1985 \| \| Carlo Mazzone \| 1985–1986 \| \| Vincenzo Guerini \| 1986–1987 \| \| Gian Battista Fabbri \| 1987 \| \| Luigi Maifredi \| 1987–1990 \| \| Francesco Scoglio \| 1990 \| \| Luigi Radice \| 1990–1991 \| \| Luigi Maifredi \| 1991 \| \| Nedo Sonetti \| 1991–1992 \| \| Eugenio Bersellini \| 1992–1993 \| \| Aldo Cerantola \| 1993 \| \| Romano Fogli \| 1993 \| \| Alberto Zaccheroni \| 1993 \| \| Edoardo Reja \| 1993–1994 \| \| Renzo Ulivieri \| 1994–1998 \| \| Carlo Mazzone \| 1998–1999 \| \| Sergio Buso \| 1999 \| \| Francesco Guidolin \| 1999–2003 \| \| Carlo Mazzone \| 2003–2005 \| \| Renzo Ulivieri \| 2005 \| \| Andrea Mandorlini \| 2005–2006 \| \| Renzo Ulivieri \| 2006–2007 \| \| Luca Cecconi \| 2007 \| \| Daniele Arrigoni \| 2007–2008 \| \| Siniša Mihajlović \| 2008–2009 \| \| Giuseppe Papadopulo \| 2009 \| \| Franco Colomba \| 2009–2010 \| \| Paolo Magnani \| 2010 \| \| Alberto Malesani \| 2010–2011 \| \| Pierpaolo Bisoli \| 2011 \| \| Stefano Pioli \| 2011–2014 \| \| Davide Ballardini \| 2014 \| \| Diego López \| 2014–2015 \| \| Delio Rossi \| 2015 \| \| Roberto Donadoni \| 2015 \| \| Roberto Donadoni \| 2015–2018 \| \| Filippo Inzaghi \| 2018–2019 \| \| Siniša Mihajlović \| 2019–2022 \| \| Luca Vigiani \| 2022 \| \| Thiago Motta \| 2022–2024 \| \| Vincenzo Italiano \| 2024– \| |           |
| --- | --------- |
| Hermann Felsner | 1920–1931 |
| Lelovich Gyula | 1931–1932 |
| Nagy József | 1932      |
| Achille Gama | 1932–1933 |
| Technikai bizottság | 1933–1934 |
| Kovács Lajos | 1934      |
| Weisz Árpád | 1934–1938 |
| Hermann Felsner | 1938–1942 |
| Mario Montesanto | 1942–1943 |
| Alexander Popovic | 1945–1946 |
| Technikai bizottság | 1946      |
| Viola József | 1946–1947 |
| Lelovich Gyula | 1947–1948 |
| Tony Cargnelli | 1948–1949 |
| Edmund Crawford | 1950–1951 |
| / Raffaele Sansone | 1951      |
| Giuseppe Galluzzi | 1951–1952 |
| Lelovich Gyula | 1952      |
| Giuseppe Viani | 1952–1956 |
| Aldo Campatelli | 1956–1957 |
| Ljubo Benčić | 1957      |
| Sárosi György | 1957–1958 |
| Alfredo Foni | 1958–1959 |
| Federico Allasio | 1959–1961 |
| Fulvio Bernardini | 1961–1965 |
| Manlio Scopigno | 1965      |
| Luis Carniglia | 1965–1968 |
| Giuseppe Viani | 1968      |
| Cesarino Cervellati | 1968–1969 |
| Oronzo Pugliese | 1969      |
| Edmondo Fabbri | 1969–1972 |
| Oronzo Pugliese Cesarino Cervellati | 1972      |
| Bruno Pesaola | 1972–1976 |
| Gustavo Giagnoni | 1976–1977 |
| Cesarino Cervellati | 1977      |
| Bruno Pesaola | 1977–1979 |
| Marino Perani | 1979      |
| Cesarino Cervellati | 1979      |
| Marino Perani | 1979–1980 |
| Luigi Radice | 1980–1981 |
| Tarcisio Burgnich | 1981–1982 |
| Franco Liguori | 1982      |
| Alfredo Magni | 1982      |
| Paolo Carosi | 1982–1983 |
| Cesarino Cervellati | 1983      |
| Giancarlo Cadè | 1983–1984 |
| Pietro Santin | 1984      |
| Bruno Pace | 1984–1985 |
| Carlo Mazzone | 1985–1986 |
| Vincenzo Guerini | 1986–1987 |
| Gian Battista Fabbri | 1987      |
| Luigi Maifredi | 1987–1990 |
| Francesco Scoglio | 1990      |
| Luigi Radice | 1990–1991 |
| Luigi Maifredi | 1991      |
| Nedo Sonetti | 1991–1992 |
| Eugenio Bersellini | 1992–1993 |
| Aldo Cerantola | 1993      |
| Romano Fogli | 1993      |
| Alberto Zaccheroni | 1993      |
| Edoardo Reja | 1993–1994 |
| Renzo Ulivieri | 1994–1998 |
| Carlo Mazzone | 1998–1999 |
| Sergio Buso | 1999      |
| Francesco Guidolin | 1999–2003 |
| Carlo Mazzone | 2003–2005 |
| Renzo Ulivieri | 2005      |
| Andrea Mandorlini | 2005–2006 |
| Renzo Ulivieri | 2006–2007 |
| Luca Cecconi | 2007      |
| Daniele Arrigoni | 2007–2008 |
| Siniša Mihajlović | 2008–2009 |
| Giuseppe Papadopulo | 2009      |
| Franco Colomba | 2009–2010 |
| Paolo Magnani | 2010      |
| Alberto Malesani | 2010–2011 |
| Pierpaolo Bisoli | 2011      |
| Stefano Pioli | 2011–2014 |
| Davide Ballardini | 2014      |
| Diego López | 2014–2015 |
| Delio Rossi | 2015      |
| Roberto Donadoni | 2015      |
| Roberto Donadoni | 2015–2018 |
| Filippo Inzaghi | 2018–2019 |
| Siniša Mihajlović | 2019–2022 |
| Luca Vigiani | 2022      |
| Thiago Motta | 2022–2024 |
| Vincenzo Italiano | 2024–     |

| Hermann Felsner                     | 1920–1931 |
| Lelovich Gyula                      | 1931–1932 |
| Nagy József                         | 1932      |
| Achille Gama                        | 1932–1933 |
| Technikai bizottság                 | 1933–1934 |
| Kovács Lajos                        | 1934      |
| Weisz Árpád                         | 1934–1938 |
| Hermann Felsner                     | 1938–1942 |
| Mario Montesanto                    | 1942–1943 |
| Alexander Popovic                   | 1945–1946 |
| Technikai bizottság                 | 1946      |
| Viola József                        | 1946–1947 |
| Lelovich Gyula                      | 1947–1948 |
| Tony Cargnelli                      | 1948–1949 |
| Edmund Crawford                     | 1950–1951 |
| / Raffaele Sansone                  | 1951      |
| Giuseppe Galluzzi                   | 1951–1952 |
| Lelovich Gyula                      | 1952      |
| Giuseppe Viani                      | 1952–1956 |
| Aldo Campatelli                     | 1956–1957 |
| Ljubo Benčić                        | 1957      |
| Sárosi György                       | 1957–1958 |
| Alfredo Foni                        | 1958–1959 |
| Federico Allasio                    | 1959–1961 |
| Fulvio Bernardini                   | 1961–1965 |
| Manlio Scopigno                     | 1965      |
| Luis Carniglia                      | 1965–1968 |
| Giuseppe Viani                      | 1968      |
| Cesarino Cervellati                 | 1968–1969 |
| Oronzo Pugliese                     | 1969      |
| Edmondo Fabbri                      | 1969–1972 |
| Oronzo Pugliese Cesarino Cervellati | 1972      |
| Bruno Pesaola                       | 1972–1976 |
| Gustavo Giagnoni                    | 1976–1977 |
| Cesarino Cervellati                 | 1977      |
| Bruno Pesaola                       | 1977–1979 |
| Marino Perani                       | 1979      |
| Cesarino Cervellati                 | 1979      |
| Marino Perani                       | 1979–1980 |
| Luigi Radice                        | 1980–1981 |
| Tarcisio Burgnich                   | 1981–1982 |
| Franco Liguori                      | 1982      |
| Alfredo Magni                       | 1982      |
| Paolo Carosi                        | 1982–1983 |
| Cesarino Cervellati                 | 1983      |
| Giancarlo Cadè                      | 1983–1984 |
| Pietro Santin                       | 1984      |
| Bruno Pace                          | 1984–1985 |
| Carlo Mazzone                       | 1985–1986 |
| Vincenzo Guerini                    | 1986–1987 |
| Gian Battista Fabbri                | 1987      |
| Luigi Maifredi                      | 1987–1990 |
| Francesco Scoglio                   | 1990      |
| Luigi Radice                        | 1990–1991 |
| Luigi Maifredi                      | 1991      |
| Nedo Sonetti                        | 1991–1992 |
| Eugenio Bersellini                  | 1992–1993 |
| Aldo Cerantola                      | 1993      |
| Romano Fogli                        | 1993      |
| Alberto Zaccheroni                  | 1993      |
| Edoardo Reja                        | 1993–1994 |
| Renzo Ulivieri                      | 1994–1998 |
| Carlo Mazzone                       | 1998–1999 |
| Sergio Buso                         | 1999      |
| Francesco Guidolin                  | 1999–2003 |
| Carlo Mazzone                       | 2003–2005 |
| Renzo Ulivieri                      | 2005      |
| Andrea Mandorlini                   | 2005–2006 |
| Renzo Ulivieri                      | 2006–2007 |
| Luca Cecconi                        | 2007      |
| Daniele Arrigoni                    | 2007–2008 |
| Siniša Mihajlović                   | 2008–2009 |
| Giuseppe Papadopulo                 | 2009      |
| Franco Colomba                      | 2009–2010 |
| Paolo Magnani                       | 2010      |
| Alberto Malesani                    | 2010–2011 |
| Pierpaolo Bisoli                    | 2011      |
| Stefano Pioli                       | 2011–2014 |
| Davide Ballardini                   | 2014      |
| Diego López                         | 2014–2015 |
| Delio Rossi                         | 2015      |
| Roberto Donadoni                    | 2015      |
| Roberto Donadoni                    | 2015–2018 |
| Filippo Inzaghi                     | 2018–2019 |
| Siniša Mihajlović                   | 2019–2022 |
| Luca Vigiani                        | 2022      |
| Thiago Motta                        | 2022–2024 |
| Vincenzo Italiano                   | 2024–     |